# Système politique de la Vallée d'Aoste

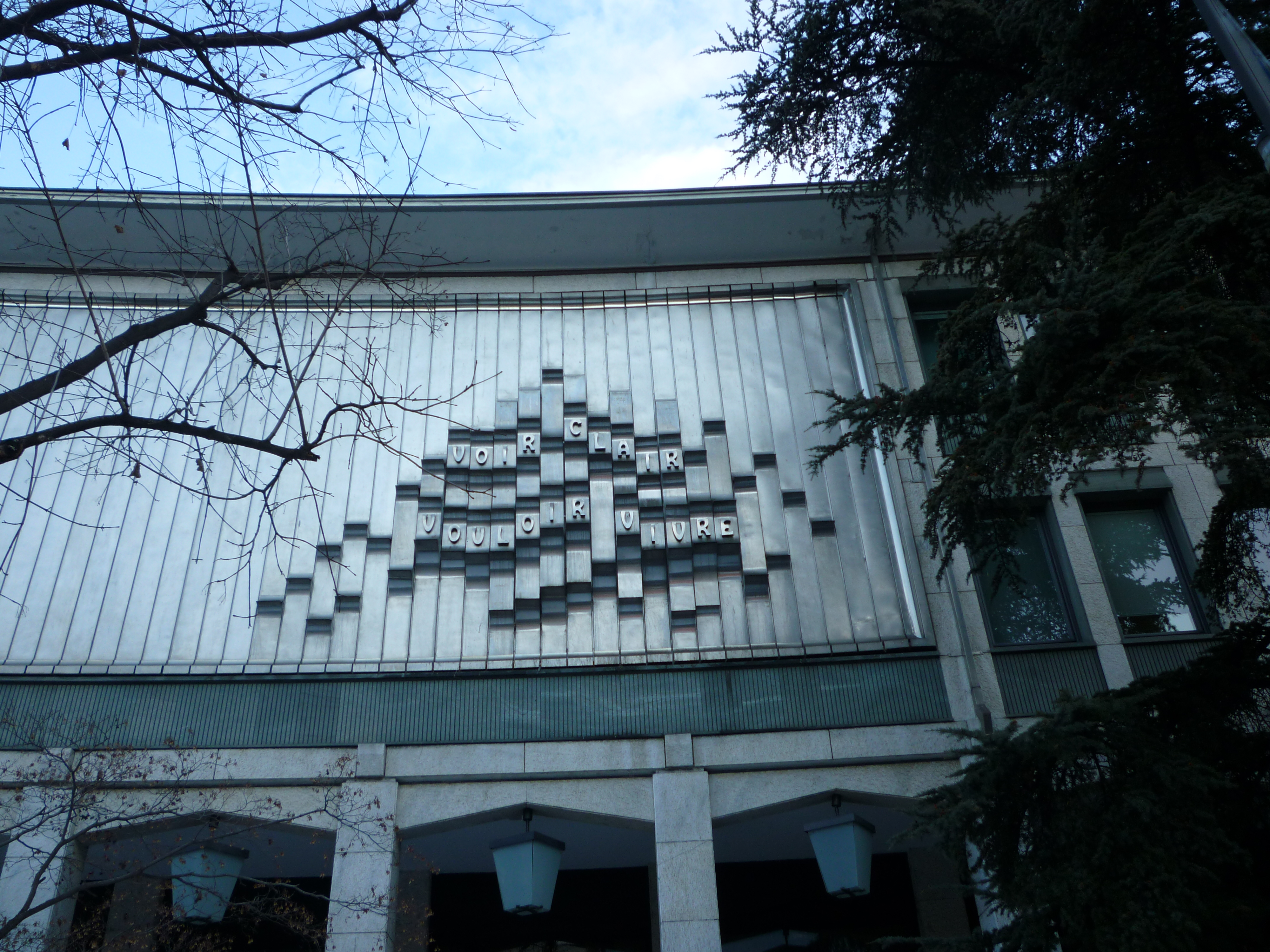
La devise de l'administration régionale de la Vallée d'Aoste, « Voir clair, vouloir vivre » sur l'édifice du palais régional (côté rue Jean-Boniface Festaz)

La Vallée d'Aoste est une région autonome à statut spécial. Ses organes administratifs jouissent d'une autonomie de l'État italien, non seulement en ce qui concerne la politique et le gouvernement régional, mais aussi dans d'autres domaines strictement liés à la vie et à l'économie de cette petite région alpine. En particulier, ces domaines sont la gestion des ressources hydriques, de l'énergie hydro-électrique, des ressources naturelles et de l'agriculture.
La région Vallée d'Aoste prit sa forme pour la première fois sous la dénomination de Circonscription autonome le 1er janvier 1946, à la suite de l'entrée en vigueur de l'article 23 du décret no 545 de 1945, qui promut la fin de l'occupation de la Provincia di Aosta, créée par le gouvernement fasciste lors de sa campagne d'italianisation de la région, par le Gouvernement militaire allié.
L'autonomie de cette région se traduit par le pouvoir de légiférer, prévu par une loi constitutionnelle et par le statut spécial régional : alors que les régions à statut ordinaire exercent des fonctions purement administratives, les régions à statut spécial possèdent un pouvoir législatif concernant des domaines qui habituellement relèvent de l'État central.
Les domaines les plus importants sont la santé publique, l'éducation, les langues minoritaires, la formation, l'emploi, les transports, le fret et le réseau routier. Le revenu régional dérive pour la plupart de la restitution de la part de l'État italien de la quasi-totalité des impôts payés par les Valdôtains. Outre à cela, le gouvernement régional peut instituer de nouveaux impôts.

## Autonomie financière
L'autonomie financière est très large : plus de 90 % des impôts perçus restent à la disposition des autorités locales. La région autonome Vallée d'Aoste dispose ainsi de 12 000 euros par an environ pour chacun de ses 120 000 habitants, contre les 2 000 euros de la Lombardie et les 9 000 du Haut-Adige. Le budget annuel s'élève à 4,05 milliards d'euros par an.

## Gouvernement

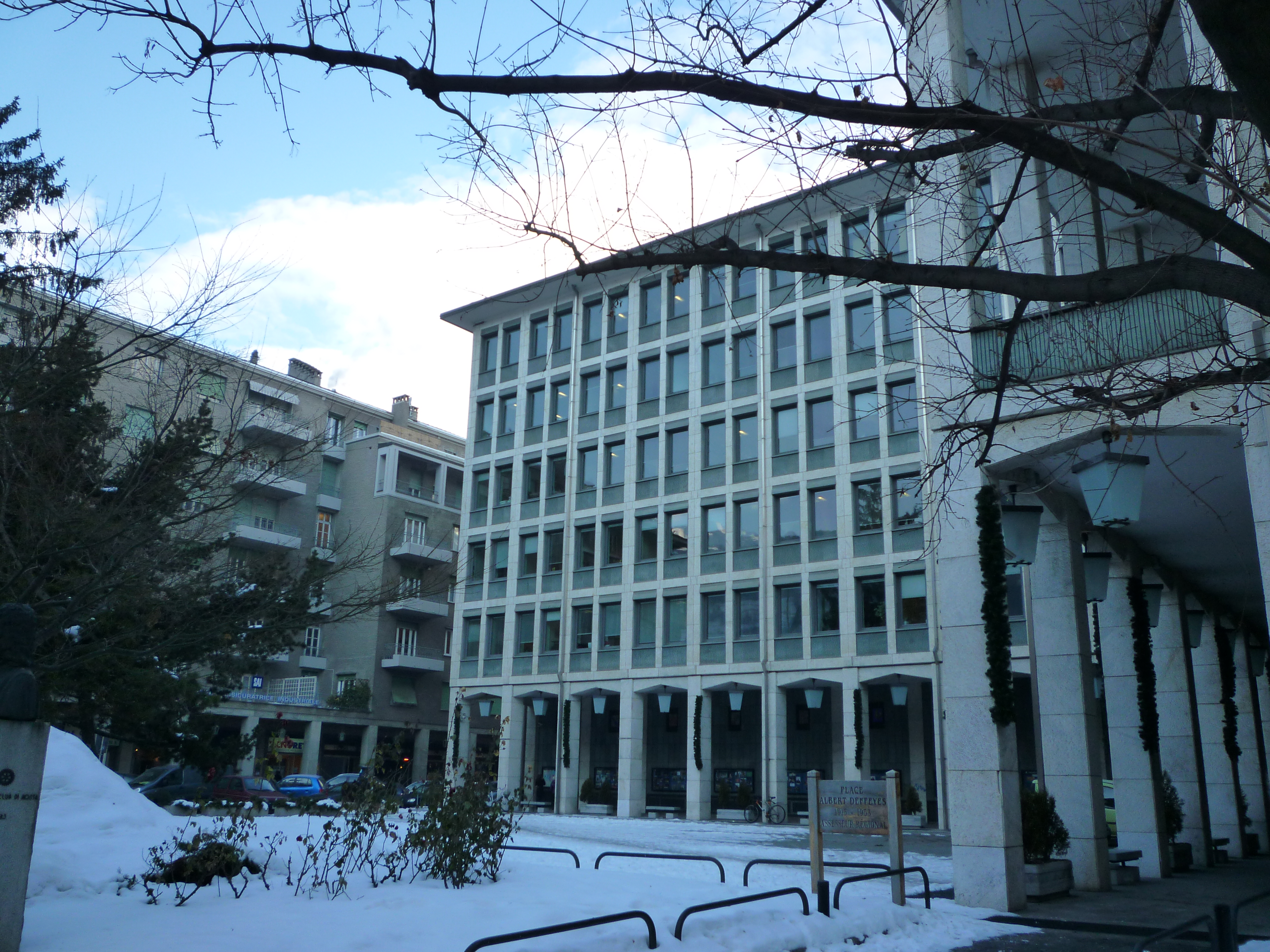
Le palais régional, siège du gouvernement régional, place Albert Deffeyes à Aoste

La Vallée d'Aoste est une région autonome à statut spécial, jouissant de personnalité juridique dans l'unité de la République italienne, sur la base des principes de sa Constitution et selon le statut régional.
Le territoire de la Vallée d'Aoste comprend les circonscriptions et les communes qui lui appartiennent historiquement. La capitale régionale est Aoste.
Les organes de pouvoir régionaux sont :
- Le Conseil de la Vallée d'Aoste ;
- La junte régionale ;
- Le Président de la région.

Le Conseil régional de la Vallée d'Aoste est composé par 35 conseillers, élus au suffrage universel, égal, direct et secret, et exerce le pouvoir législatif. Le Conseil régional est élu tous les 5 ans, le quinquennat commence le jour des élections. Parmi ses composants, le Conseil élit le président, le bureau de présidence et les commissions, selon le règlement intérieur, adopté à majorité absolue des composants.
Le président de la région, la junte régionale et les assesseurs qui la composent sont les organes exécutifs régionaux, et ils sont nommés par le Conseil régional (la Vallée d'Aoste et le Trentin-Haut-Adige sont les seules régions italiennes qui ont maintenu l'élection indirecte des organes exécutifs). Le président de la région est le chef de l'administration régionale et représente la région. Il promeut les lois et les règlements régionaux. Le président de la région exerce aussi les fonctions du préfet.
La région possède le pouvoir exclusif de légiférer dans les domaines suivants :
- Organisation des bureaux provinciaux et du personnel employé ;
- Toponymie ; étant entendu que le bilinguisme italien/français est obligatoire sur le territoire entier, dans la pratique le seul toponyme bilingue est Aoste/Aosta, les autres toponymes présentant une forme unique en français, ou en langue walser dans les communes germanophones de la haute vallée du Lys ;
- Sauvegarde et conservation du patrimoine historique, artistique et populaire ;
- Mœurs, usages et coutumes locaux et institutions culturelles (bibliothèques, académies, instituts, musées) ayant un caractère régional ;
- Manifestations et activités artistiques, culturelles et éducatives au niveau local, par moyen radio-télévisuel aussi, avec l'exclusion de la faculté d'installer stations d'émission ;
- Aménagement urbain et schémas directeurs d'urbanisme ;
- Protection de l'environnement ;
- Corps valdôtain des sapeurs-pompiers ;
- Usages civiques ;
- Organisation des petites propriétés de culture, selon l'article 847 du code civil ;
- Organisation des communautés familiales se fondant sur des anciens statuts ou des anciennes coutumes ;
- Artisanat ;
- Secteur du bâtiment lié à des subventions publiques totales ou partielles, y compris les facilités pour les habitations à loyer modéré dans des zones frappées par des catastrophes naturelles et pour les activités exercées dans la région sur la base de subventions publiques par des institutions même non régionales ;
- Ports lacustres ;
- Foires et marchés ;
- Services de prévention et des urgences pour les catastrophes naturelles ;
- Mines, y compris les eaux minérales et thermales, les carrières et les tourbières ;
- La chasse et la pêche ;
- L'apiculture et les parcs pour la protection de la flore et de la faune ;
- Le réseau routier, les aqueducs et les travaux publics d'intérêt régional ;
- Communications et transport d'intérêt régional, y compris l'organisation technique et le transport par câble ;
- Assomption directe de services publics et gestion de ces derniers à travers des entreprises spécialisées ;
- Tourisme et entreprises hôtelières, y compris les porteurs alpins, les moniteurs de ski et les écoles de ski ;
- Agriculture, forêts et Corps forestier de la Vallée d'Aoste, patrimoine zootechnique et piscicole, instituts phytopathologiques, coopératives agricoles et stations agricoles expérimentales, service paragrêle, assainissement des terrains ;
- Expropriation pour utilité publique dans tous les domaines de compétence régionale et provinciale ;
- Institution et gestion de commissions communales et provinciales pour les services d'orientation des travailleurs dans le marché de l'emploi ;
- Œuvres hydrauliques de troisième, quatrième et cinquième catégorie ;
- Assistance et bienfaisance publique ;
- Écoles maternelles ;
- Assistance scolaire dans les secteurs de l'éducation publique soumis à la compétence législative régionale ;
- Bâtiments scolaires ;
- Formation professionnelle.

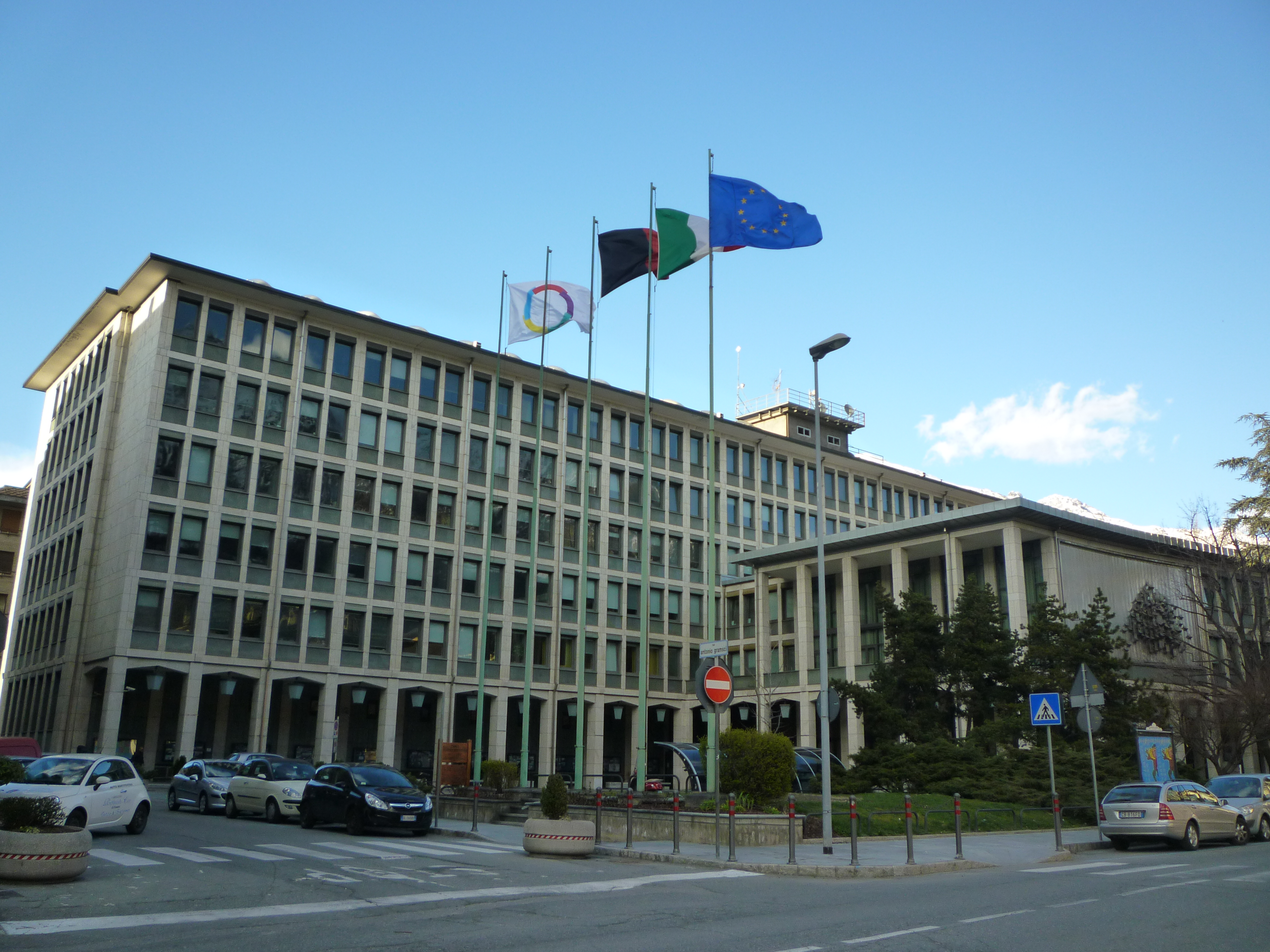
Le palais régional et place Albert Deffeyes

Dans les domaines suivants la région Vallée d'Aoste possède une compétence législative concurrente par rapport à l'État italien :
- Police municipale, locale et rurale ;
- Éducation élémentaire et secondaire (moyenne, classique, scientifique, magistrale, technique, professionnelle et artistique) ;
- Commerce ;
- Apprentissage ;
- Livrets de travail ;
- Catégories et qualifications des travailleurs ;
- Constitution et fonctionnement des commissions communales (ou municipales) et régionales de contrôle du marché de l'emploi ;
- Événements publics en ce qui concerne la sécurité publique ;
- Exercices publics, selon les termes subjectifs fixés par la Constitution italienne réglant l'obtention des licences, selon le pouvoir de vigilance de l'État garantissant la sécurité publique, selon la faculté du Ministère de l'intérieur italien d'annuler d'office (selon la loi italienne) les décisions dans ce domaine, même au cas où ces derniers soient définitifs ;
- Croissance de la production industrielle ;
- Utilisation des eaux publiques, exclues les eaux utilisées pour la production d'énergie hydro-électrique ;
- Hygiène et santé, y compris l'assistance sanitaire et hospitalière ;
- Activités sportives et récréatives et implantations et structures relatives.

Compétences de la région :
- a) Organisation des bureaux et des organismes dépendants de la région et statut juridique et économique du personnel ;
- b) Organisation des organismes locaux et de leurs circonscriptions ;
- c) Police municipale, locale et rurale ;
- d) Agriculture et forêts, zootechnie, flore et faune ;
- e) Petits assainissements et œuvres d'amélioration agraire et foncier ;
- f) Routes et travaux publics d'intérêt régional ;
- g) Aménagement urbain et schémas directeurs d'urbanisme pour les zones d'importance touristique ;
- h) Transport par câble et transport en commun au niveau local ;
- i) Eaux minérales et thermales ;
- l) Chasse et pêche ;
- m) Eaux publiques destinées à l'irrigation et à l'usage domestique ;
- n) Développement des produits typiques valdôtains ;
- o) Usages civiques, consorteries, promiscuité pour les seuils agraires et forestiers, organisation des propriétés culturelles ;
- p) Artisanat ;
- q) Industrie hôtelière, tourisme et sauvegarde des paysages ;
- r) Formation technique et professionnelle ;
- s) Bibliothèques et musées appartenant aux collectivités locales ;
- t) Foires et marchés ;
- u) Organisation et gestion des compagnies de guides, des sociétés de moniteurs de ski (écoles de ski) et des porteurs alpins ;
- v) Toponymie ;
- z) Sapeurs-pompiers.

Depuis sa constitution (1948), la Vallée d'Aoste a été gouvernée le plus souvent par l'Union valdôtaine, le parti de référence des Valdôtains de souche, et des Walsers aussi. Les statuts de l'UV précisent que chaque membre s'engage à utiliser les langues du peuple valdôtain : le français, le francoprovençal et les parlers walser. Actuellement, l'UV est au gouvernement à la tête d'une coalition autonomiste avec la Stella alpina (en français, Edelweiss).
Aux dernières élections régionales, le parti non régionaliste ayant recueilli le plus haut nombre de voix a été le Parti démocrate (PD). Tout de même, il faut souligner que les partis non régionaux ne recueillent jamais une quantité suffisante de voix.
La création de la coalition Autonomie Liberté Démocratie en 2006 a marqué la première tentative d'opposition à l'hégémonie unioniste. Ce regroupement, entre autres, vise la parité linguistique dans tous les domaines : au contraire, l'UV a toujours plaidé pour la supériorité du français au niveau local.
Les partis de référence pour la minorité linguistique germanophone des Walsers de la haute vallée du Lys sont l'Union valdôtaine (majoritaire), et la Stella alpina.

## Subdivision administrative
La région autonome Vallée d'Aoste n'est pas subdivisée en provinces, en raison de ses dimensions et du bas nombre d'habitants. Les organes régionaux exercent donc aussi toutes les fonctions exercées par les organes provinciaux dans les autres 19 régions italiennes.
Lorsque le projet de l'autonomie régionale fut envisagé pour la première fois par un décret d'Humbert II d'Italie le 7 septembre 1945, la nouvelle entité fut dénommée Province autonome, selon l'article 1, prévoyant le passage de toutes les compétences, sauf celles concernant le Canavais (rattaché à la région Piémont) ; l'article 4, confiant au président de la région les compétences du président de l'ancienne province ; l'article 10, annonçant le remplacement de la junte provinciale par la junte régionale ; l'article 12, attribuant à l'entité province autonome toutes les fonctions attribuées par la législation italienne aux provinces ;  et l'article 20, confiant à la région Vallée d'Aoste la faculté d'application de toutes les dispositions législatives provinciales, puisqu'elles ne contrastaient pas les autonomies majeures que ce décret lui confiait.
Lors de la définition des régions d'Italie par l'Assemblée constituante de la République italienne, la Vallée d'Aoste fut sans aucun doute élevée au statut défini par le décret d'Humbert II, et détachée totalement et définitivement du Piémont, auquel elle avait été rattachée précédemment dans certains domaines au niveau local. La loi constitutionnelle no 4 du 26 février 1948 promulgua le statut de région autonome, dans l'esprit de restitution du pouvoir autonome qui avait toujours caractérisé l'histoire de cette petite région alpine, en particulier depuis la fondation du Conseil des Commis en 1536.
En vertu de ces dispositions, la Vallée d'Aoste est la seule région italienne exerçant en même temps aussi bien les fonctions de province, y compris les fonctions autarciques, que celles des administrations secondaires (périphériques) de l'État italien, et en particulier celles des préfectures.